# Rui Hachimura
Rui Hachimura (japanisch 八村 塁; * 8. Februar 1998 in Toyama) ist ein japanischer Basketballspieler, der für die Los Angeles Lakers in der NBA spielt.

## Laufbahn
Hachimura stammt von einer japanischen Mutter sowie einem beninischen Vater ab.

### Verein
Er gewann mit der Meisei-Schule in Sendai dreimal die japanische Schülermeisterschaft im Basketball. Während der U17-Weltmeisterschaft in Dubai im Sommer 2014 (er erzielte im Turnierverlauf 22,6 Punkte pro Begegnung) fiel Hachimura dem Co-Trainer der Gonzaga University auf. Als er 2016 an die Gonzaga University in die Vereinigten Staaten wechselte, sprach Hachimura nur wenig Englisch und tat sich in seinem Freshman-Jahr schwer, die Anweisungen des Trainers zu verstehen. Er erzielte während des Spieljahres 2016/17 in 28 Einsätzen im Durchschnitt 2,6 Punkte pro Partie, in der Saison 2017/18 stand Hachimura in 37 Spielen für die den Spitznamen „Die Bulldoggen“ tragende Mannschaft auf dem Feld und kam auf Mittelwerte von 11,6 Punkten und 4,7 Rebounds je Begegnung.
In der Saison 2018/19 wurde er als Spieler des Jahres der West Coast Conference ausgezeichnet und führte Gonzaga mit einem Durchschnitt von 19,7 Punkten pro Begegnung an. Im April 2019 gab er seinen Entschluss bekannt, am Draft-Verfahren der NBA teilzunehmen, für das er in mehreren Vorhersagen unter den ersten Zehn geführt wurde. Die Washington Wizards sicherten sich an neunter Stelle die Rechte an Hachimura, der damit der erste Japaner wurde, der bei einer NBA-Draft in der ersten Auswahlrunde aufgerufen wurde.
Hachimura bestritt 182 Spiele für Washington, seinen besten Punktedurchschnitt als Spieler der Hauptstadtmannschaft erzielte er während der Saison 2020/21 mit 13,9 je Begegnung. Im Januar 2023 gab Washington ihn in einem Tauschgeschäft an die Los Angeles Lakers ab.
Im Juli 2023 verlängerte Hachimura seinen Vertrag bei den Lakers um drei Jahre.

### Nationalmannschaft

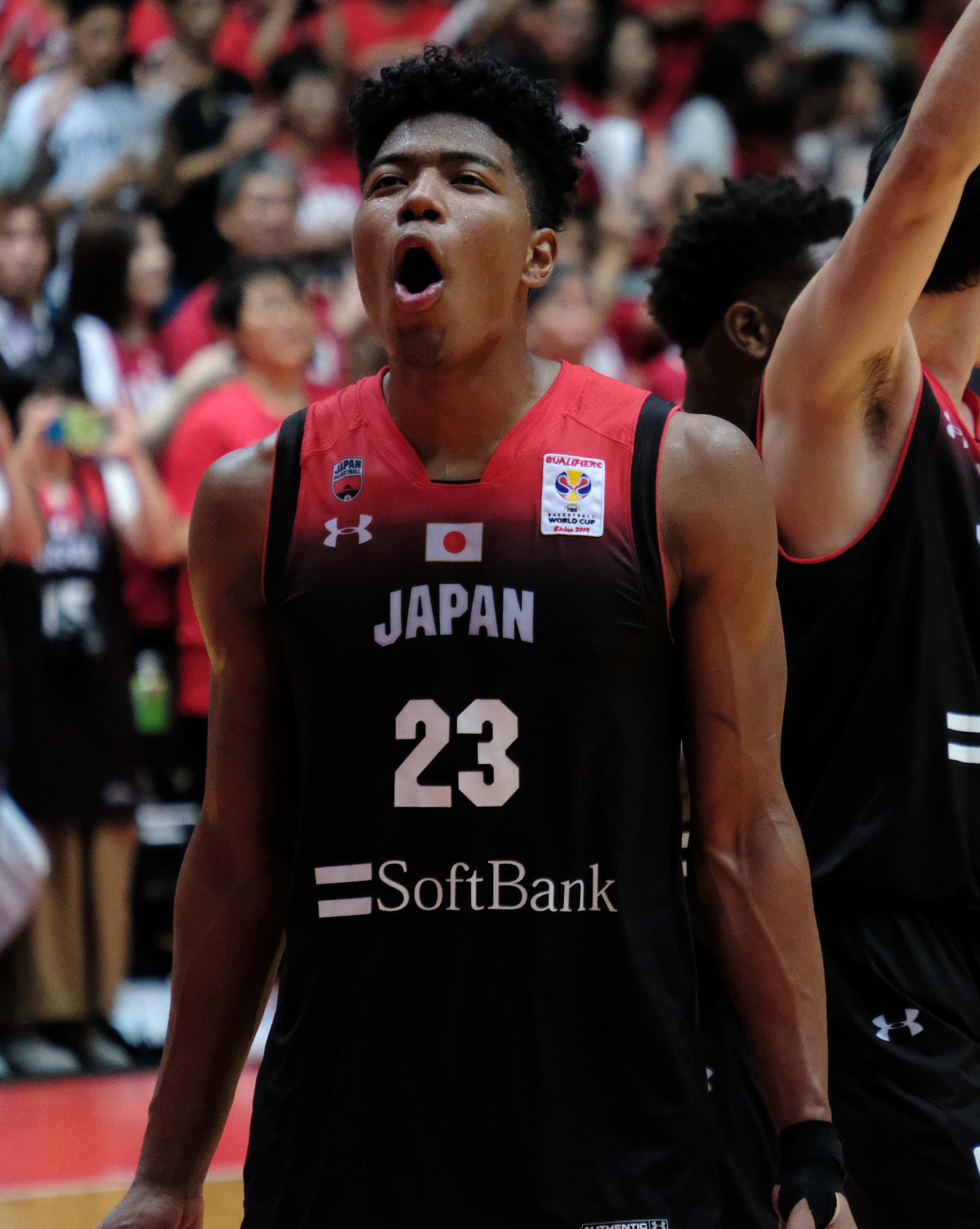
Rui Hachimura im Hemd der japanischen Nationalmannschaft

Im Juni 2018 gab Hachimura seinen Einstand in Japans Herrennationalmannschaft und erzielte beim 88:80-Sieg über Südkorea 17 Punkte. Er nahm 2021 an den Olympischen Sommerspielen in Tokio teil und war mit 22,3 Punkten je Begegnung bester Korbschütze der Gastgebermannschaft. Während der Eröffnungsfeier war er gemeinsam mit der Ringerin Yui Susaki der Fahnenträger seines Landes.

## Karriere-Statistiken

### NBA

#### Hauptrunde
| Saison  | Team                   | GP  | GS  | MPG  | FG % | 3P % | FT % | RPG | APG | SPG | BPG | PPG  |
| ------- | ---------------------- | --- | --- | ---- | ---- | ---- | ---- | --- | --- | --- | --- | ---- |
| 2019–20 | Washington             | 48  | 48  | 30.1 | .466 | .287 | .829 | 6.1 | 1.8 | 0.8 | 0.2 | 13.5 |
| 2020–21 | Washington             | 57  | 57  | 31.5 | .478 | .328 | .770 | 5.5 | 1.4 | 0.8 | 0.1 | 13.8 |
| 2021–22 | Washington             | 42  | 13  | 22.5 | .491 | .447 | .697 | 3.8 | 1.1 | 0.5 | 0.2 | 11.3 |
| 2022–23 | Washington/Los Angeles | 63  | 9   | 23.3 | .486 | .319 | .739 | 4.5 | 0.9 | 0.3 | 0.4 | 11.2 |
| 2023–24 | Los Angeles            | 68  | 39  | 26.9 | .537 | .422 | .739 | 4.3 | 1.2 | 0.6 | 0.4 | 13.6 |
| Gesamt  | Gesamt                 | 278 | 166 | 26.9 | .493 | .371 | .763 | 4.8 | 1.3 | 0.6 | 0.3 | 12.7 |

### Play-offs
| Saison  | Team        | GP | GS | MPG  | FG % | 3P % | FT % | RPG | APG | SPG | BPG | PPG  |
| ------- | ----------- | -- | -- | ---- | ---- | ---- | ---- | --- | --- | --- | --- | ---- |
| 2020–21 | Washington  | 5  | 5  | 34.6 | .617 | .600 | .583 | 7.2 | 1.0 | 0.4 | 0.2 | 14.8 |
| 2022–23 | Los Angeles | 16 | 1  | 24.3 | .557 | .487 | .882 | 3.6 | 0.6 | 0.5 | 0.3 | 12.2 |
| 2023–24 | Los Angeles | 5  | 5  | 30.4 | .395 | .357 | .500 | 3.8 | 0.8 | 0.0 | 0.0 | 7.8  |
| Gesamt  | Gesamt      | 26 | 11 | 27.4 | .542 | .485 | .759 | 4.3 | 0.7 | 0.4 | 0.2 | 11.8 |

## Erfolge
- Spieler des Jahres der West Coast Conference: 2018/19
- 1× Gewinner des NBA In-Season Tournaments: 2023